# Risperidone
Il risperidone è un farmaco antipsicotico (o neurolettico) di seconda generazione (antipsicotico atipico), sviluppato dall'azienda farmaceutica belga Janssen Pharmaceutica. Negli USA è stato approvato dalla Food and Drug Administration (FDA) nel 1993 per il trattamento della schizofrenia, oltre che per la mania bipolare e la psicosi in generale.
Quattordici anni dopo, il 22 agosto 2007, la stessa FDA ha riconosciuto negli Stati Uniti il risperidone come unico farmaco utilizzabile per il trattamento dei casi di schizofrenia negli adolescenti tra i 13 e i 18 anni e per la cura (con l'aggiunta di sali di litio) dei pazienti tra i 10 e i 18 anni affetti da disturbo bipolare.
Il risperidone è stato anche testato e approvato per il trattamento a breve termine del disturbo bipolare e dell'irritabilità di bambini e adolescenti con diagnosi di autismo. Come altri antipsicotici di seconda generazione, il risperidone è utilizzato off-label per il trattamento di altre patologie psichiatriche, come il disturbo ossessivo-compulsivo resistente (a dose più bassa e in concomitanza con gli SSRI), la depressione psicotica e non psicotica, i disturbi di comportamento infantili e la sindrome di Tourette.
Nel mondo il risperidone è in vendita con diversi nomi commerciali: Risperdal negli USA, in Canada, in Portogallo, nel Regno Unito e in altri paesi; Ridal in Nuova Zelanda, Rispolept nell'Europa dell'est e sotto il nome di Belivon oppure Rispen in altre regioni del mondo.
In Italia la molecola è venduta dalla società farmaceutica Janssen-Cilag con il marchio di Risperdal, con l'obbligo di prescrizione medica ("ricetta") nella forma farmacologica di compresse rivestite da 1 (bianche), 2 (arancioni), 3 (gialle) e 4 (verdi) mg. È inoltre disponibile come soluzione per gocce orali da 1 mg/mL. Esistono anche compresse orodispersibili da 1 e 2 mg.
La stessa società farmaceutica commercializza il farmaco con il marchio di Belivon, esclusivamente nella forma di compresse rivestite.
La molecola inizialmente rientrava nella fascia C, oggi invece appartiene alla fascia A.
Il brevetto della Janssen Pharmaceutica sul risperidone è scaduto il 29 dicembre 2007, e il mercato è stato aperto ad altre aziende farmaceutiche che vendono la molecola come medicinale equivalente.
La Janssen tuttavia ha percepito i diritti di vendita fino al 2008, grazie all'estensione di utilizzo del farmaco alla fascia pediatrica.

## Farmacodinamica
Risperidone è un antagonista selettivo monoaminergico dotato di elevata affinità per i recettori serotoninergici 5-HT2A e per quelli dopaminergici D2.
Si lega inoltre ai recettori alfa1-adrenergici, e, con minore affinità, a quelli H1-istaminergici e alfa2-adrenergici.
Pur essendo un potente antagonista D2, e quindi in grado di migliorare i sintomi positivi della schizofrenia, il farmaco rispetto ai classici antipsicotici determina una minore depressione dell'attività motoria e induzione della catalessi.
Il contemporaneo antagonismo centrale bilanciato tra serotonina e dopamina riduce il rischio di effetti indesiderati extrapiramidali.

## Farmacocinetica
Il farmaco somministrato per via orale viene assorbito pressoché completamente dal tratto gastroenterico. Le concentrazioni plasmatiche massime sono raggiunte nel giro di 1-2 ore. La biodisponibilità orale assoluta si aggira intorno al 70%.
L'assorbimento non appare alterato dalla contemporanea assunzione di cibo.
Il legame della molecola con le proteine plasmatiche è pari al 90% (risperidone si lega sia all'albumina che alla alfa1-glicoproteina acida). Il principale metabolita, 9-idrossi-risperidone, ha un legame con le proteine plasmatiche pari al 77%.
Il farmaco viene metabolizzato dal CYP 2D6 in 9-idrossi-risperidone, farmacologicamente attivo e con attività simile a quella del progenitore. CYP2D6 è soggetto a polimorfismo genetico. I metabolizzatori rapidi del CYP 2D6 convertono velocemente il risperidone a 9-idrossi-risperidone.
I metabolizzatori lenti lo convertono molto più lentamente. Ciò nonostante la frazione antipsicotica attiva è simile.
Risperidone non inibisce in modo sostanziale il metabolismo dei farmaci metabolizzati dagli isoenzimi del citocromo P450, inclusi CYP1A2, CYP2A6, CYP2C8/9/10, CYP2D6, CYP2E1, CYP3A4 e CYP3A5.
Il farmaco viene escreto entro una settimana dalla somministrazione per il 70% nelle urine e per il 14% nelle feci. Il metabolita 9-idrossi-risperidone rappresenta il 35-45% della dose escreta con le urine. La restante parte è costituita da metaboliti inattivi.
L'emivita di eliminazione di risperidone è pari a circa 3 ore. L'emivita di eliminazione di 9-idrossi-risperidone si aggira intorno a 24 ore.

## Usi clinici
Risperidone sulla base dei dati di letteratura medica è stato autorizzato dall'Agenzia Italiana del Farmaco (AIFA) per il trattamento della schizofrenia e degli episodi di mania (variabili da moderati a gravi) correlati al disturbo bipolare.
Ulteriore indicazione è il trattamento a breve termine (durata massima di 6 settimane) dell'aggressività persistente in soggetti affetti da demenza di Alzheimer in cui gli approcci non farmacologici sono risultati inefficaci, e per i quali esiste un rischio concreto di nuocere a se stessi o agli altri.
La molecola è indicata anche per il trattamento sintomatico a breve termine (durata massima di 6 settimane) dell'aggressività persistente nel disturbo della condotta in bambini con almeno 5 anni di età e negli adolescenti con ritardo mentale o capacità intellettuali al di sotto della media. La diagnosi di ritardo mentale deve essere effettuata in accordo ai criteri del manuale DSM-IV.
Il trattamento farmacologico deve essere parte integrante di un programma terapeutico più completo, che comprenda un intervento psicosociale ed educativo. Si raccomanda la prescrizione di risperidone da parte di specialisti in neurologia infantile ed in psichiatria infantile e adolescenziale, o da parte di medici esperti nel trattamento del disturbo della condotta in bambini e adolescenti.

### Dosi terapeutiche

#### Schizofrenia
Nei soggetti adulti risperidone può essere somministrato una o due volte al giorno. È bene iniziare con un dosaggio non superiore a 2 mg/die, che, a partire dal secondo giorno, può essere aumentato a 4 mg. Successivamente il dosaggio può essere ulteriormente incrementato in base alle esigenze individuali del paziente. Una volta raggiunto un adeguato controllo della sintomatologia la dose può rimanere invariata. La gran parte dei pazienti trae beneficio da un dosaggio giornaliero compreso tra 4 e 6 mg. Per alcuni soggetti può rendersi necessario ricorrere a una titolazione più lenta e graduale, così come a dosi iniziali e di mantenimento inferiori.
Negli ultimi anni è stato positivamente sperimentato un nuovo tipo di somministrazione a rilascio prolungato ("depòt"): trattasi di terapia con iniezione intramuscolare di 25, 37,5 o 50 mg, a seconda dei casi, da ripetersi ogni quindici giorni.

#### Episodi maniacali nel disturbo bipolare
Risperidone viene somministrato una sola volta al giorno, iniziando con una dose da 2 mg. Gli aggiustamenti del dosaggio, se necessari, devono avvenire con gradualità, rispettando intervalli di tempo di 1-3 giorni e con incrementi di 1 mg al giorno. In questa popolazione di pazienti risperidone è normalmente efficace a dosaggi compresi tra 2 e 6 mg al giorno ed è normalmente ben tollerato.
L'uso continuo del farmaco deve essere oggetto di rivalutazione periodica da parte di medico specialista.

#### Disturbo ossessivo-compulsivo
Il risperidone viene usato in dose minima 1–2 mg/die, secondo gli studi clinici effettuati solitamente fino ad un massimo di 4 mg/die, con tempo di latenza (periodo minimo dopo il quale si manifesta il pieno effetto antiossessivo) di almeno 3 settimane, di solito in politerapia con SSRI, e 7 settimane se in presenza di comorbilità con disturbo schizotipico.

## Effetti collaterali e indesiderati
Tra gli effetti collaterali più comuni (spesso scompaiono dopo i primi giorni) del risperidone rientrano anzitutto atassia, ansia, insonnia, bassa pressione sanguigna, eccessiva sonnolenza diurna, irrigidimento, disturbi dell'accomodazione visiva (difficoltà di messa a fuoco), dolore muscolare, fotofobia, perdita dei sensi e tremore. Gli effetti aumentano con la dose.
Sono stati segnalati anche agranulocitosi, leucopenia e neutropenia, specialmente in soggetti con un iniziale basso numero di globuli bianchi. È opportuno monitorare i parametri ematologici in corso di terapia con l'antipsicotico.
Il risperidone può essere collegato ad un minimo o medio aumento di peso, riscontrabile nel 26-38 % dei pazienti in trattamento. Causa inoltre disfunzioni sessuali, tra le quali ad esempio l'eiaculazione retrograda nei pazienti di sesso maschile. In entrambi i sessi può manifestarsi occasionalmente gonfiore dei tessuti mammari e galattorrea.
Molti farmaci antipsicotici incrementano la prolattina, per via della diminuzione contemporanea della dopamina. Il risperidone è uno dei farmaci che incrementa di più questa proteina, in particolare fra gli altri antipsicotici atipici, causando iperprolattinemia e potendo così provocare, tra gli effetti collaterali più gravi, tumori benigni all'ipofisi. Questo rischio permane anche se il paziente ha cambiato farmaco. Può anche causare effetti collaterali a livello sessuale: oltre alla galattorrea, anche infertilità (ridotta conta spermatica), ginecomastia e, con l'uso cronico, una riduzione della densità minerale ossea con conseguenti fratture, tutti fenomeni associati all'aumento della secrezione di prolattina e dei relativi livelli ematici.
Il risperidone può causare, tra gli effetti gravi tipici dei neurolettici, discinesia tardiva (che si manifesta con movimenti ritmici involontari spesso a livello facciale) e sintomi extrapiramidali (EPS o parkinsonismo iatrogeno, acatisia, distonia): tuttavia con il risperidone l'incidenza della discinesia tardiva risulta minore rispetto ai neurolettici classici (come aloperidolo) e anche rispetto ad altri atipici e si verifica per dosaggi maggiori del range terapeutico.
Sono stati segnalati casi di sindrome neurolettica maligna (NMS). In una review del 2008 sono stati presi in considerazione 47 casi di NMS. Tra questi risperidone, assunto in monoterapia, era coinvolto in 11 casi contro i 12 di clozapina ed i 18 di olanzapina (sempre in monoterapia). In caso di comparsa di questa sindrome (in particolare ipertermia, rigidità muscolare, alterati livelli di coscienza) è necessario procedere immediatamente alla sospensione dell'assunzione dell'antipsicotico. La sindrome maligna neurolettica può svilupparsi in seguito al passaggio da un antipsicotico ad un altro. In letteratura è riportato il caso di un paziente trattato con risperidone dopo sospensione di aloperidolo, in cui l'effetto antidopaminergico è risultato accentuato dalla contemporanea somministrazione di risperidone e l'antidepressivo mirtazapina.
Infine il risperidone può provocare iperglicemia, diabete mellito iatrogeno e altri più seri disordini del metabolismo del glucosio, come la chetoacidosi e il coma diabetico.
Si consiglia cautela nella somministrazione di risperidone a pazienti con malattie cardiovascolari, data l'attività alfa1 antagonista del farmaco. In caso di ipotensione, è necessario ridurre la dose assunta di risperidone.
In pazienti anziani è necessario ridurre sia la dose iniziale di risperidone che gli incrementi successivi. Prestare particolare attenzione se il risperidone viene utilizzato per il trattamento di psicosi associate a demenza, poiché nei trial clinici si è registrato un aumento della mortalità. In questa categoria di pazienti l'assunzione di risperidone può favorire l'insorgere di polmonite.
Pazienti con insufficienza epatica o renale: è necessario ridurre sia la dose iniziale di risperidone che i successivi incrementi.
Il risperidone è impiegato in pazienti in età adolescente per il trattamento della schizofrenia e del disturbo bipolare. È necessario prestare particolare attenzione durante la somministrazione di risperidone a tali pazienti, poiché non sono disponibili studi clinici relativi alla sicurezza e all'efficacia del risperidone per il trattamento di psicosi schizofreniche in bambini di età inferiore a 13 anni, per il trattamento di disturbo bipolare in bambini sotto i 10 anni e per il trattamento di irritabilità associata ad autismo in bambini sotto i 5 anni).
Il risperidone può causare sonnolenza e ridurre lo stato di attenzione necessario alla guida o all'utilizzo di macchinari. È necessario pertanto valutare gli effetti del farmaco sul paziente prima di intraprendere qualsiasi attività che richieda coordinamento motorio e attenzione prolungata.

## Interazioni
- Etanolo, benzodiazepine, oppiacei, antistaminici: l'associazione di risperidone con queste sostanze che agiscono a livello centrale può determinare un aumentato rischio di sedazione.
- Antiipertensivi: l'impiego concomitante di risperidone e di farmaci ad azione antiipertensiva può comportare l'insorgenza di ipotensione clinicamente significativa (osservazioni pervenute nella fase di postmarketing).
- Sali di litio, valproato, digossina, topiramato: la contemporanea somministrazione di queste sostanze e risperidone appare sicura e non gravata da interazioni farmacocinetiche di rilievo.
- Farmaci in grado di determinare un prolungamento dell'intervallo QT: la co-somministrazione di risperidone e di questi farmaci (ad esempio chinidina, disopiramide, procainamide, amiodarone, sotalolo, amitriptilina, maprotilina, alcuni antistaminici, altri antipsicotici, chinino, meflochina ed altri) può comportare un aumentato rischio di aritmie gravi potenzialmente fatali come la torsioni di punta e la tachicardia ventricolare. Attenzione deve essere riservata anche alla assunzione di risperidone in soggetti con QT lungo congenito oppure che presentano fattori di rischio cardiovascolari quali insufficienza cardiaca congestizia, bradicardia, ipertrofia del ventricolo sinistro, oppure disfunzioni elettrolitiche (ipokaliemia, ipomagnesiemia, ipocalcemia).
- Levodopa e carbidopa: si ritiene che risperidone possa antagonizzare l'effetto di questi agonisti della dopamina e perciò determinare un peggioramento del quadro patologico proprio a causa della sua azione antagonista sui recettori dopaminergici del sistema nervoso centrale. Se l'associazione non può essere evitata è bene ricorrere alla dose minima efficace di ciascun trattamento, in particolare nei soggetti che si trovano nella fase finale della malattia di Parkinson.
- Carbamazepina ed altri induttori dell'enzima epatico CYP3A4 e della glicoproteina P: queste sostanze se assunte contemporaneamente a risperidone sono in grado di ridurne la concentrazione plasmatica con riduzione globale della frazione antipsicotica attiva. Effetti simili possono essere legati a rifampicina, fenitoina e fenobarbital (anch'essi induttori di CYP 3A4 e della glicoproteina P. Se necessario il medico deve rivalutare la dose dell'antipsicotico.
- Inibitori del CYP2D6 (Fluoxetina, paroxetina, chinidina): l'impiego concomitante di risperidone e di queste sostanze determina un aumento della concentrazione plasmatica dell'antipsicotico. La frazione antipsicotica attiva tende ad aumentare in maniera inferiore.
- Verapamil: questo antiaritmico è un inibitore del CYP3A4 e della glicoproteina P (P-gp). La contemporanea assunzione con risperidone determina un aumento della concentrazione plasmatica di quest'ultimo.
- Farmaci antiepilettici: è noto che l'associazione di un antipsicotico con un antiepilettico può causare una diminuzione dell'efficacia del farmaco antiepilettico, aumentando così il rischio di sviluppare crisi convulsive. Risperidone non fa eccezione, anche se il rischio di aggravare o scatenare fenomeni convulsivi sembra essere minore rispetto ad altri farmaci antipsicotici.[33]

## Gravidanza ed allattamento
La somministrazione di risperidone deve essere riservata ai casi di effettiva necessità, dopo un'attenta valutazione del rapporto rischio/beneficio. La Food and Drug Administration (FDA) ha inserito il risperidone in classe C per l'uso in gravidanza.
In questa classe sono inseriti i farmaci privi di studi controllati sulle donne ma i cui studi sugli animali hanno rilevato effetti dannosi sul feto (teratogenico, letale o altro), oppure i farmaci per i quali non sono disponibili studi né sull'uomo né sull'animale.